# 加茂駅 (京都府)
加茂駅（かもえき）は、京都府木津川市加茂町駅西一丁目にある、西日本旅客鉄道（JR西日本）関西本線の駅である。駅番号はJR-Q39。

## 概要
1897年（明治30年）に奈良経由で大阪と名古屋を結ぶ関西鉄道の駅として開業した。私鉄であった関西鉄道は、官設の東海道本線と競争関係にあったが、1907年（明治40年）に国有化され関西本線となった。その後、日本国有鉄道（国鉄）を経て、1987年（昭和62年）JR西日本の駅となる。
国鉄時代は当駅は非電化であったが、JR西日本となった翌年の1988年（昭和63年）3月13日、当駅から木津駅までの電化が完成し、当駅は非電化区間（亀山駅方面）と電化区間（JR難波駅方面）の境界駅としての位置づけが与えられ、同時に電化区間には「大和路線」の愛称が付けられた。これ以降も関西本線単独駅であることは変わらないが、旅客案内上では当駅から亀山駅方面を「関西線」、JR難波駅方面を「大和路線」と呼称を分けており、車内放送でも当駅は「関西線」と「大和路線」の乗換駅として扱われている。当駅を超えて運行される定期列車は、2006年（平成18年）3月18日のダイヤ改正で名古屋駅と奈良駅を結ぶ急行「かすが」が廃止されたのを最後に消滅している。
なお信越本線の加茂駅と区別するため、切符には「（関）加茂」と印字される。

## 歴史
関西鉄道時代の一時期は、当駅が現在における関西本線と片町線の接続駅の役割を果たしていたが、1907年（明治40年）の当駅 - 奈良駅間の新線切り替え（木津駅 - 奈良駅間は奈良鉄道から承継した路線の一部）の際に、その役割を木津駅に譲った。
加茂駅 - 木津駅間電化開業に伴う1988年（昭和63年）3月13日のダイヤ改正で、当駅から大阪環状線への直通列車が設定された。

### 年表
- 1897年（明治30年）11月11日：関西鉄道の路線として伊賀上野駅 - 当駅間が開通した際に、同社の駅（一般駅）として開業[3]。
- 1898年（明治31年）
  - 4月19日：関西鉄道線が当駅から大仏駅まで延伸され途中駅となる[4]。大仏線、大仏鉄道などと通称された。
  - 11月18日：関西鉄道線が当駅から新木津駅まで延伸。現在の片町線にあたる区間と接続する[4]。
- 1907年（明治40年）
  - 8月21日：当駅から木津駅への新線が開通し[3]、当駅 - 奈良間は大仏駅廻りの旧線から、現在の木津駅廻りのルートに切り替えられ、現在の片町線にあたる区間への接続も木津駅に集約される。これに伴い当駅 - 大仏 - 奈良間、当駅 - 新木津間が同日付で休止[4]（同年11月1日を以って正式廃止）。
  - 10月1日：関西鉄道が国有化[3]。国有鉄道の駅となる。
- 1909年（明治42年）10月12日：線路名称設定により、関西本線の所属となる[5]。
- 1974年（昭和49年）3月16日：貨物営業廃止（旅客駅となる）[3]。
- 1984年（昭和59年）10月20日：荷物扱い廃止[3]。
- 1987年（昭和62年）4月1日：国鉄分割民営化により西日本旅客鉄道（JR西日本）の駅となる[3]。
- 1988年（昭和63年）3月13日：路線愛称の制定により、関西本線の当駅 - 湊町駅（現在のJR難波駅）間で「大和路線」の愛称を使用開始。木津駅 - 当駅間が電化される。
- 1992年（平成4年）11月1日：みどりの窓口営業開始。
- 1998年（平成10年）8月5日：自動改札機を設置し、供用開始[6]。
- 1999年（平成11年）12月21日：橋上駅舎使用開始および現在のホーム配置に改築[7]（以前は、駅本屋前の単式ホーム1面1線と島式ホーム1面2線の構造だった）。
- 2003年（平成15年）11月1日：奈良駅方面においてICカード「ICOCA」の利用が可能となる。
- 2006年（平成18年）3月18日：急行かすがが廃止され、関西本線の電化区間と非電化区間をまたぐ定期列車が消滅（※急行かすがは当駅を通過する）。
- 2009年（平成21年）10月4日：大阪環状・大和路線運行管理システム導入。
- 2011年（平成23年）3月12日：ダイヤ改正で大和路快速が日中毎時3本から4本に増発されたが、奈良駅 - 当駅間は逆に毎時2本に削減され、当駅発着の本数が減少。
- 2016年（平成28年）
  - 6月26日：みどりの窓口営業終了。
  - 6月27日：みどりの券売機プラス営業開始。
- 2018年（平成30年）3月17日：駅ナンバリングが導入され、使用を開始。
- 2021年（令和3年）
  - 3月13日：亀山駅方面においてICカード「ICOCA」の利用が可能となる[8]。
  - 10月2日：ダイヤの見直しで日中の大和路快速の奈良駅 - 当駅間がさらに減便され、毎時1本となる[9]。

## 駅構造

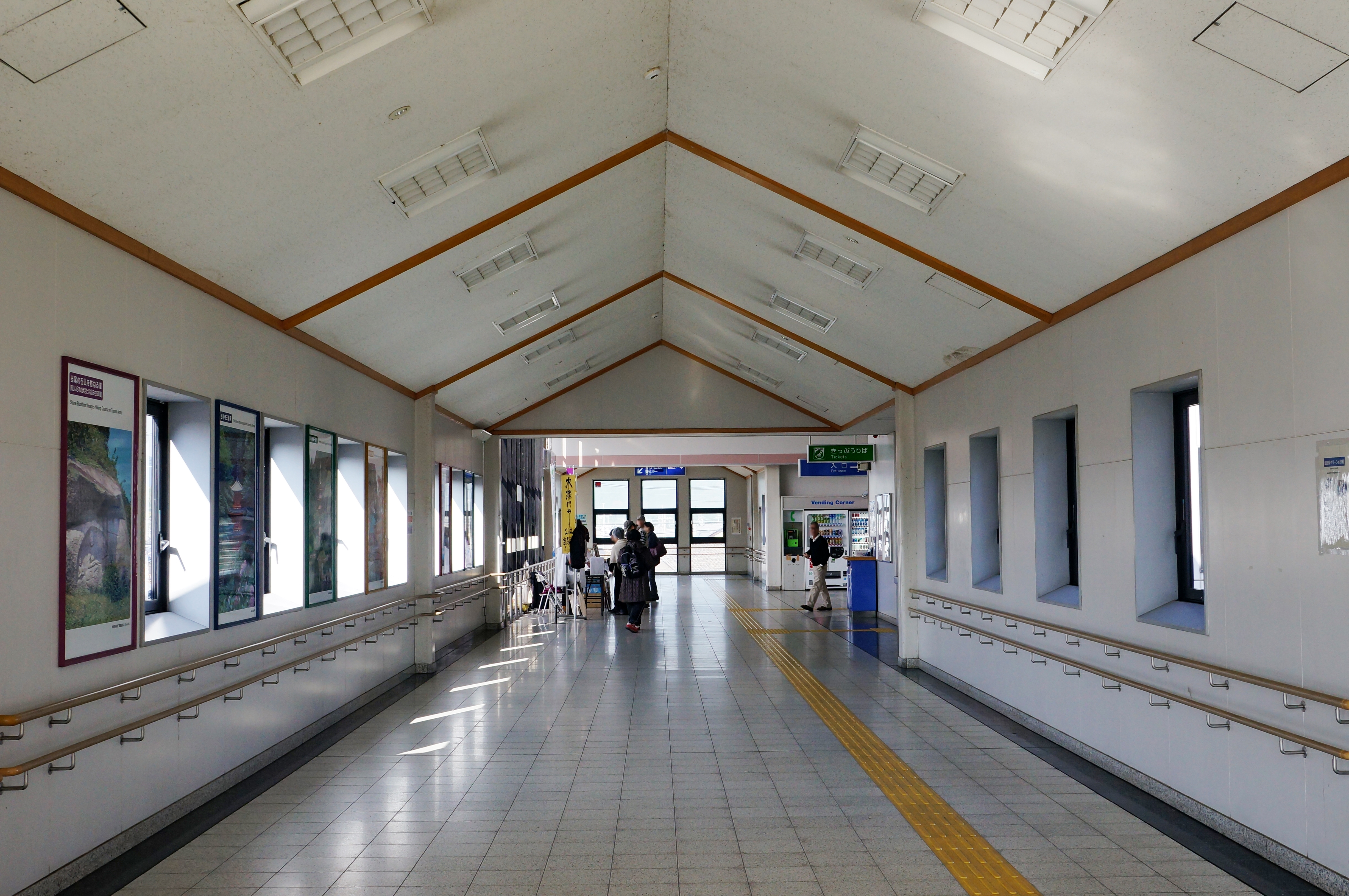
コンコース（2012年11月）

2面3線の島式ホームを有する地上駅で、橋上駅舎を持つ。中央の線は両側にホーム（2・3番のりば）がある。また、ここは関西本線の奈良方面と亀山方面との乗り継ぎ駅となっている。ここから奈良・天王寺・大阪方面には4 - 8両の電車が1時間あたり日中1本、ラッシュ時は3 - 4本程度、伊賀上野・柘植・亀山方面には1 - 2両の気動車が1時間あたり日中1本、ラッシュ時は2本程度発着する。路線風景もここを境に一変する。ホームの移動は跨線橋を使う。
大仏鉄道の遺構である、開業当時からのランプ小屋が現存する。
直営駅（奈良駅の被管理駅）となっている。また、大阪方面からの電化区間（大和路線）は当駅までである。

### のりば
| のりば  | 路線                 | 方向 | 行先               | 備考                         |
| ------- | -------------------- | ---- | ------------------ | ---------------------------- |
| 1・3・4 | 大和路線（関西本線） | 下り | 奈良・天王寺方面   | 一部列車は3番・4番のりば発着 |
| 2・4    | 関西線（関西本線）   | 上り | 伊賀上野・亀山方面 | 一部列車は4番のりば発着      |

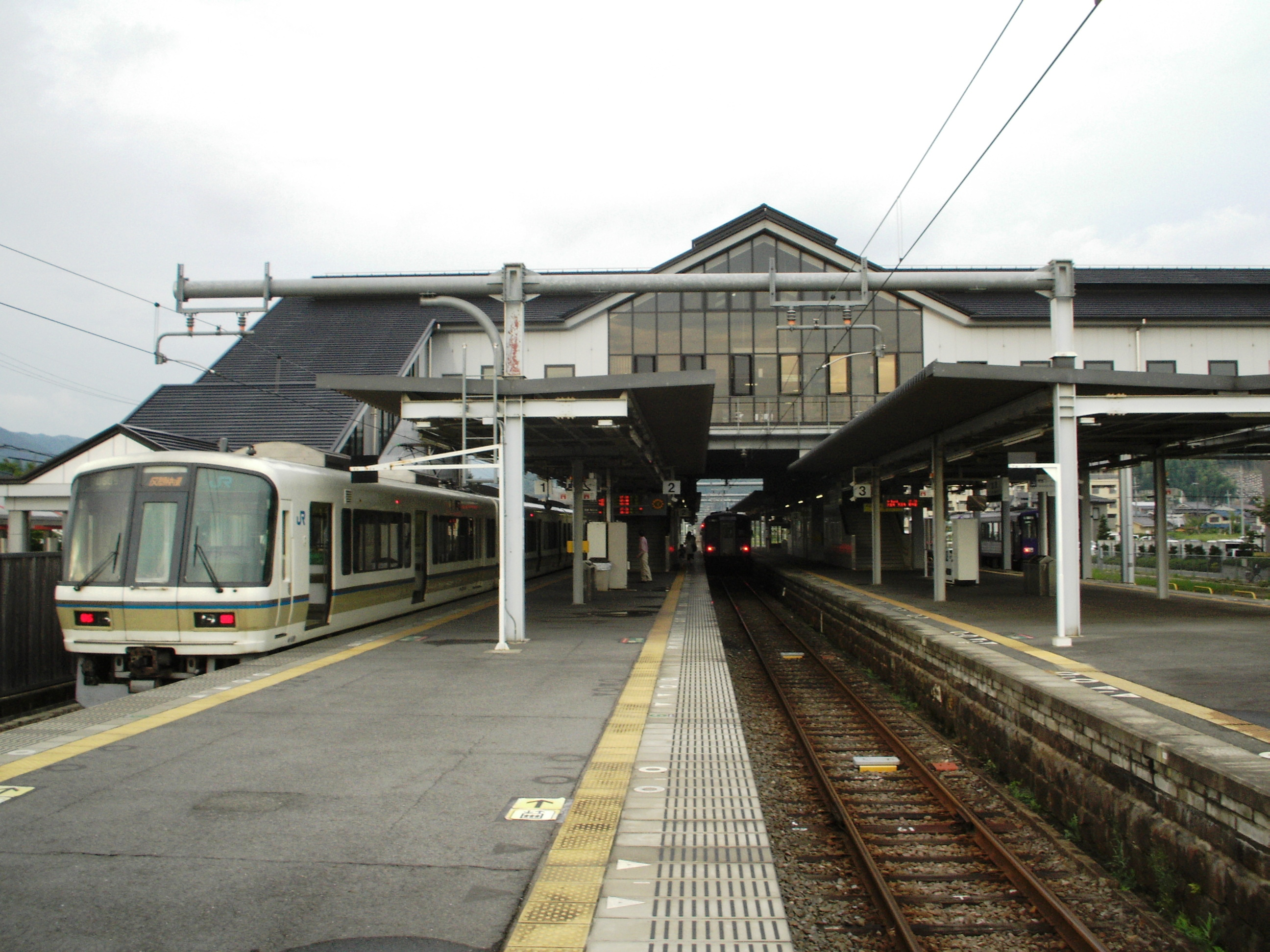
ホーム（2007年8月）

※上表の路線名は旅客案内上の名称で表記した。「大和路線」は関西本線下り方面の愛称であり、当駅における案内上の「関西本線」は同線の上り方面を指す。
付記事項
- 日中時間帯は1番のりばに大和路線の列車、2番のりばに亀山方面の列車が発着することを基本としているが、ラッシュ時などは3番・4番のりばを使用することがある。
- 2番線（中線）に発着する列車は両側で客扱い、どちらのホームからも乗降できるが、案内上は大和路線の列車は3番のりば、関西本線の列車は2番のりばとなっている。
- 2番線（中線）から発車する列車は案内（前述）と反対側ホームの扉が先に閉まるが、日中時間帯に2番・3番のりばを発着する列車は2番のりば側の扉のみ扱われる（※同時間帯は3番・4番のりばを使用しないため）。

線路の構成

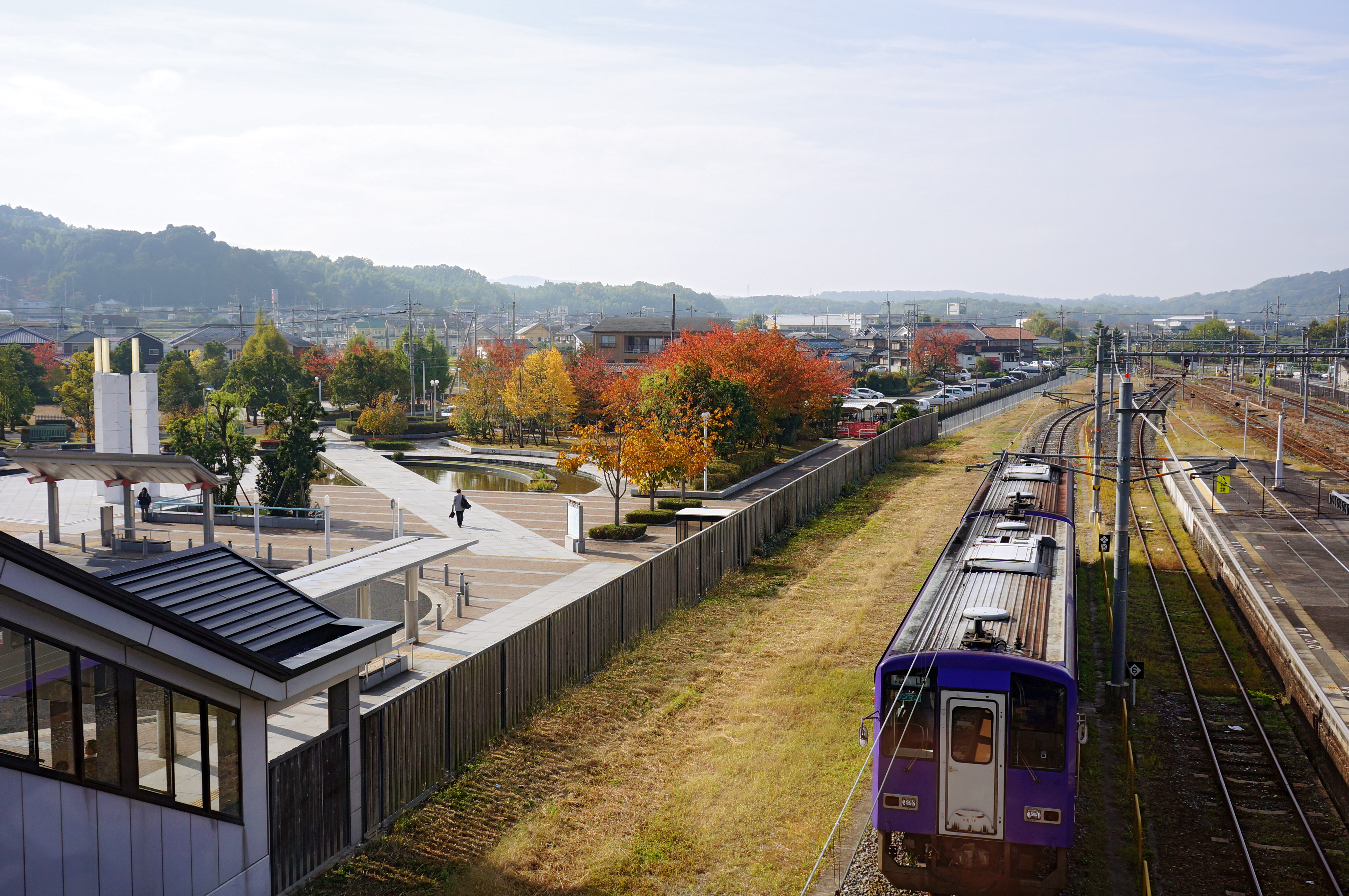
駅前広場（左上）と留置線

加茂駅の線路構成は下記のとおり。なお、留置線へ出入りする際は笠置寄りの本線上を引き上げ線の代わりとして使用するため、架線は下り方向（木津方面行き）の場内信号機まで続いている。
- 1番線（上り本線）
  - 1番のりば

- 2番線（上下待避線：中線）
  - 2番・3番のりば

- 3番線（下り本線）
  - 4番のりば

- 4番線（留置線）
  - （ホームなし）

※1番線から3番線は上下両方向とも入線・発車が可能となっている。なお、4番線には出発信号機が設置されていないが、架線は張られている。

## 利用状況
JR西日本の移動等円滑化取組報告書によれば、2023年度の1日当たりの利用者数は3,662人。「京都府統計書」によると、1日平均乗車人員は以下の通りである。
| 年度   | 一日平均 乗車人員 |
| ------ | ----------------- |
| 1999年 | 2,945             |
| 2000年 | 3,008             |
| 2001年 | 3,126             |
| 2002年 | 3,077             |
| 2003年 | 3,058             |
| 2004年 | 3,093             |
| 2005年 | 3,134             |
| 2006年 | 3,079             |
| 2007年 | 3,014             |
| 2008年 | 2,967             |
| 2009年 | 2,825             |
| 2010年 | 2,740             |
| 2011年 | 2,623             |
| 2012年 | 2,581             |
| 2013年 | 2,556             |
| 2014年 | 2,430             |
| 2015年 | 2,385             |
| 2016年 | 2,359             |
| 2017年 | 2,296             |
| 2018年 | 2,263             |
| 2019年 | 2,208             |

## 駅周辺

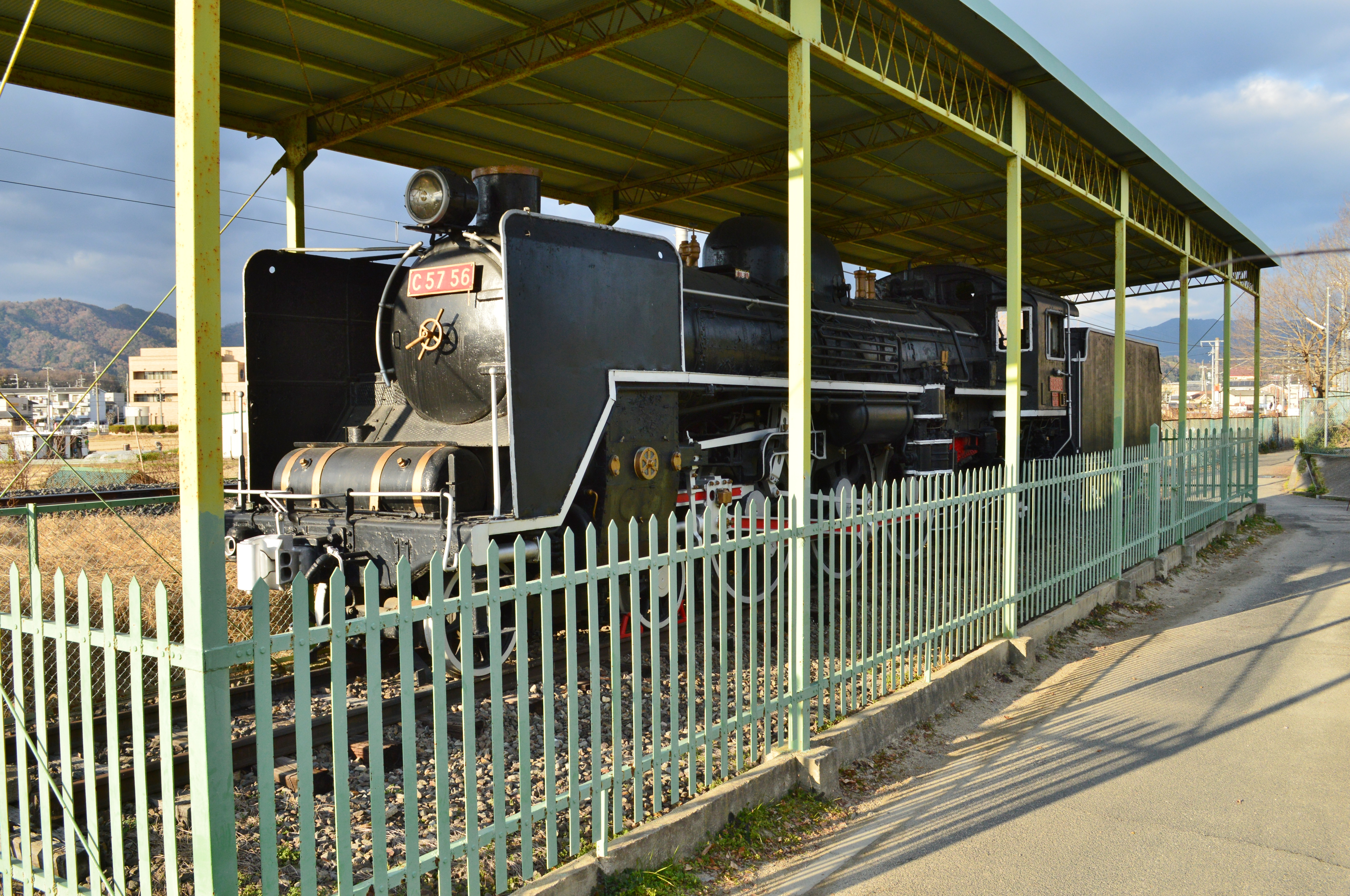
木津川市立加茂小学校の校庭に静態保存されているC57 56号機（大和路線の車窓から見ることができる）

駅の両側とも住宅地となっている。駅東側はすぐ近くに山があるため小規模となっているが、駅前にはマンションが建つ。駅西側には図書館を併設した市役所支所（旧・加茂町役場）や文化センターがあり、商店も点在する。小学校と中学校は駅南側にあるが、中学校は駅からやや離れている。なお、この辺りは田園風景となっているが、小学校の辺りは民家が多く建つ。
- 木津川市役所加茂支所
  - 木津川市立加茂図書館
- 木津川市加茂文化センター
- 木津川市立加茂小学校
- いづみ保育園
- 相楽中部消防組合相楽中部消防署 加茂出張所
- 常念寺
- 恵美須神社
- 竜王神社
- 山城加茂郵便局
- 南都銀行加茂支店
- 奈良県道・京都府道44号奈良加茂線
  - 恭仁大橋 - 木津川に架かる橋の1つ。
- 奈良県道・京都府道47号天理加茂木津線
- 木津川

## バス路線
西口と東口の駅前ロータリーから加茂地域コミュニティバス・奈良交通・相楽東部広域バス（西口のみ）の各路線が発着する。なお、ここでは事業者ごとに解説する。
加茂地域コミュニティバス
- 西口
  - 奥畑線：奥畑 / 加茂支所
  - 銭司線・加茂通学線：銭司 / 加茂支所
  - 西線：西 / 加茂支所

※銭司線と西線はデマンド運行（土曜・休日と年末年始は運休）。加茂通学線は学休日運休。
- 東口
  - 当尾線：加茂山の家
  - 山田線：山田 / 加茂支所
  - 大畑線：大畑 / 加茂支所
  - 観音寺線：観音寺 / 加茂支所
  - 南加茂台線：東山公園 / 加茂支所

※当尾線を除く各線はデマンド運行（土曜・休日と年末年始は運休）。
奈良交通
- 西口
  - 65系統：和束町原山

※かつては和束町小杉へ運行する路線（66系統）が設定されていたが、2023年4月1日のダイヤ改正で廃止された。
- 東口
  - 106系統：京内橋
  - 107系統：南加茂台五丁目
  - 109系統・急行109系統・209系統：近鉄奈良駅・JR奈良駅

相楽東部広域バス
- 西口
  - 月ヶ瀬口駅

※年末年始（12月29日 - 翌年1月3日）は全便運休。

## 隣の駅
西日本旅客鉄道（JR西日本）
 大和路線（関西本線電化区間）
■大和路快速・■快速・■区間快速・■普通
加茂駅 (JR-Q39) - 木津駅 (JR-Q38)
 関西本線（非電化区間）
笠置駅 - 加茂駅 (JR-Q39)

### かつて存在した路線
関西鉄道
本線（旧線）
（笠置駅 - ） 加茂駅 - 大仏駅
支線
加茂駅 - 新木津駅